# Chifra

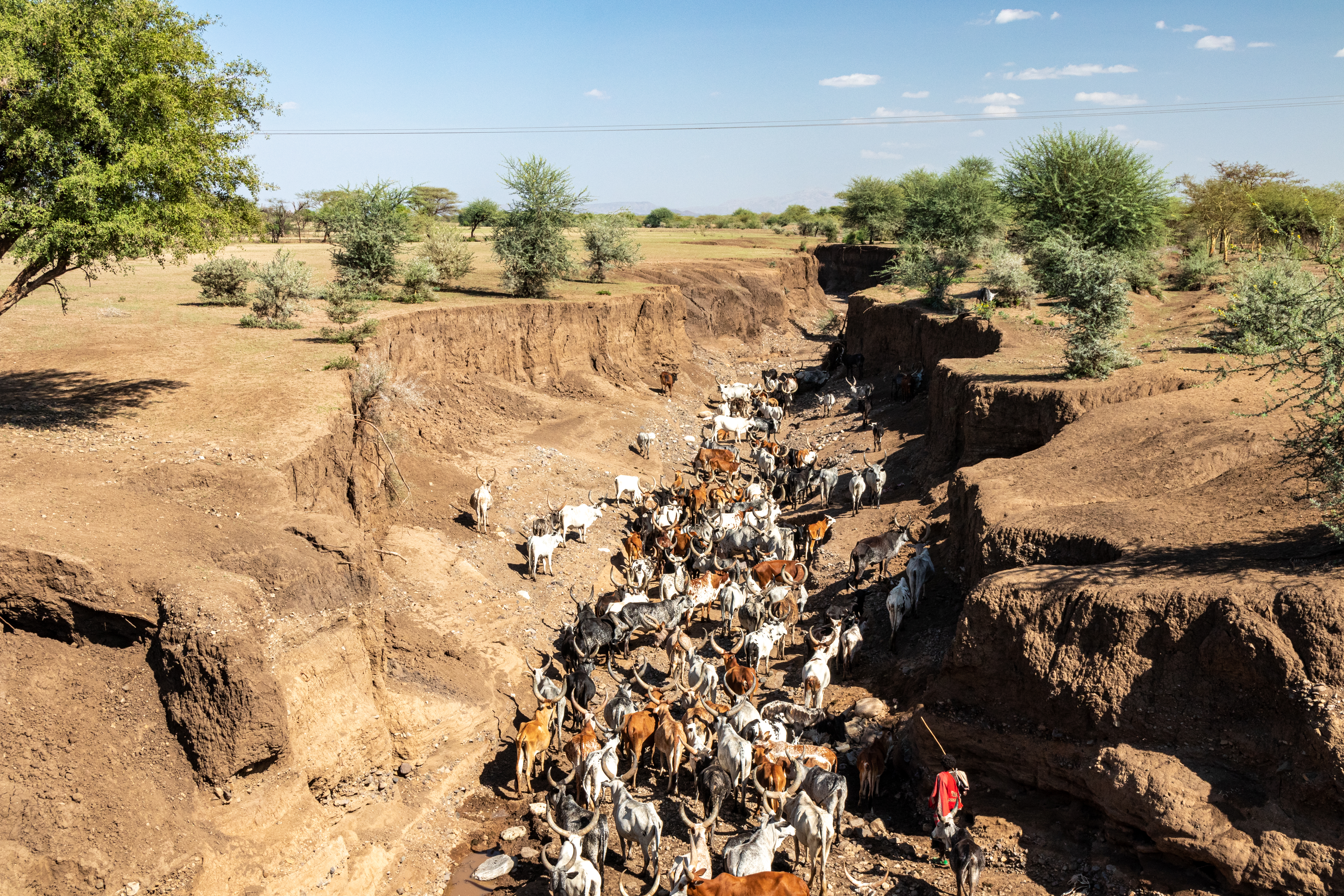
Nomades Afars conduisant un troupeau dans le lit d'une rivière.

Chifra est un des 29 woredas de la région Afar, en Éthiopie.